# Voyage d’Allemagne
Die Voyage d’Allemagne („Reise nach Deutschland“) oder Voyage d’Austrasie („Reise nach Austrasien“) war eine Militärexpedition König Heinrichs II. von Frankreich gegen Kaiser Karl V. im Jahr 1552. Dieser überraschende Überfall auf das Heilige Römische Reich Deutscher Nation ermöglichte es ihm, die Trois-Évêchés („Drei Bistümer“), nämlich Metz, Toul und Verdun zu besetzen.

## Kontext
Der Krieg zwischen Frankreich und dem Heiligen Römischen Reich wurde im September 1551 wieder aufgenommen, hauptsächlich in Italien. Aber Frankreich begehrte auch die Gebiete der Drei Bistümer, kaiserliche Besitzungen, die als isoliert von den anderen deutschen Gebieten angesehen wurden. Im März 1552 organisierte Heinrich II. mit Unterstützung der lutherischen Fürsten, die sich gegen Karl V. verbündet hatten, seine „Voyage d’Allemagne“, eine von Anne de Montmorency minutiös vorbereitete Militärexpedition gegen das Kaiserreich.

## Der Austrasische Ritt
Am 31. März 1552 war die französische Armee mit 40.000 Mann bereit, sich in Bewegung zu setzen. Während der König und François de Guise die königlichen Truppen inspizierten, verließ Montmorency Joinville, um sich nach Toul zu begeben. Unter dem Befehl des Connétable de Montmorency nahmen die französischen Truppen am 5. April 1552 kampflos die Bischofsstadt ein. Die Truppen setzten ihren Ritt sofort in Richtung Gorze fort, das sie dann belagerten. Die Stadt und ihre Burg wurden am 10. April eingenommen und die kaiserlichen Belagerten zum Teil ermordet.
Am selben Tag traf die französische Vorhut, bestehend aus 1500 Reitern, vor den Mauern von Metz ein und besetzt überraschend die Stadttore. Am nächsten Tag traf König Heinrich II. in Gondrecourt mit dem Hauptschöffen von Metz, Jacques de Gournay, zusammen. Am 13. April reiste der König bewaffnet nach Toul, wo er von Bischof Toussaint de Hocédy empfangen wurde, nachdem der hiesige Hauptschöffe seine Stadt aus Protest in Richtung Pont-Saint-Vincent verlassen hatte. Die französische Armee zog dann nach Nancy, wo der König am 14. April feierlich einzog. Heinrich II. schickte Christina von Dänemark weg, die lothringische Regentin und Nichte Kaiser Karls V., setzte die alleinige Regentschaft ihres Schwagers Nicolas de Mercœur durch und schickte den neunjährigen Herzog Karl III. als Geisel nach Paris.
Am 18. April hielt Heinrich II. seinen feierlichen Einzug in Metz. Die Metzer begrüßten ihn ohne Freude und warfen den Metzer Schöffenmeistern, den Paraiges, vor, die Stadt verraten zu haben. Die Stadt wurde der Kontrolle der Männer Montmorencys unterstellt. Am 22. April setzte Heinrich II. seine „Reise“ in Richtung Rhein fort und ließ in Metz 3 400 Mann zurück. Er zog über Zabern, Straßburg, das seine Tore schloss, Hagenau, das sich am 9. Mai ergab, nach Altenstadt das am 11. Mai kapitulierte, bevor er umkehrte. Um den 20. Mai herum besetzte Heinrich II. auf seinem Rückweg Verdun, womit der „Austrasische Ritt“ beendet war. Die Reaktion Kaiser Karls V. äußerte sich kurz darauf in der Belagerung von Metz von Oktober 1552 bis zum 1. Januar 1553, die aufgrund von grassierenden Krankheiten im kaiserlichen Lager erfolglos abgebrochen werden musste.
Die Besetzung der Trois-Évêchés wurde erst knapp hundert Jahre später durch den Westfälischen Frieden von 1648 ratifiziert.